# Вінс Ґілліґан
Вінс Ґілліґан (англ. Vince Gilligan; нар. 10 лютого 1967 року) — американський сценарист, режисер і продюсер. Він є творцем телесеріалів «Пуститися берега» та «Краще подзвоніть Солу». Ґілліґан також чимало працював над такими серіалами, як «Цілком таємно» і «Самотні Стрільці». Він є випускником школи мистецтв Tisch Нью-Йоркського університету.

## Раннє життя
Ґілліґан народився в Ричмонді, Вірджинія і виріс в Фармвілі округу Честерфілд. Після закінчення середньої школи L.C. Bird, він вступив до Нью-Йоркського університету, де здобув ступінь Бакалавра Образотворчих Мистецтв в кіновиробництві від школи мистецтв Tisch Нью-Йоркського університету. Під час навчання у Нью-Йоркському університеті, він написав сценарій «Ось такі пироги», за яким згодом було зняли фільм за участю Дрю Беррімор і Люка Вілсона. У 1999 Ґілліґан здобув премію Virginia Governor's Screenwriting Award за цей сценарій.

## Кар'єра

### «Цілком таємно»
Великий прорив у його кар'єрі стався тоді, коли йому довірили місце продюсера у драмі телеканалу Fox «Цілком таємно». Він був одним з виконавчих продюсерів 44 епізодів, виконавчим продюсером 40, співпродюсер 24 і наглядачем виробництва 20. Після «Цілком таємно», він став виконавчим продюсером всіх тринадцяти епізодів телесеріалу «Самотні Стрільці».

### «Пуститися берега»
Ґілліґан знаний як творець, сценарист, режисер та продюсер драми телеканалу AMC «Пуститися берега».
У 2008 його було номіновано на Primetime Emmy Award for Outstanding Directing for a Drama Series за пілотний епізод (англ. Pilot).
У 2012 році він знову був номінований за тією ж категорію за епізод «Без обличчя» (англ. Face Off).